# Кудиновка (Ростовская область)
Куди́новка — слобода в Миллеровском районе Ростовской области. Входит в состав Колодезянского сельского поселения.

## География

### Улицы
| - ул. 8 Марта - ул. Заречная - ул. Ленина - ул. Мира - ул. Октябрьская | - ул. Победы - ул. Садовая - ул. Советская - пер. Звездный - пл. Победы |

## Население
| 2010 |
| ---- |
| 732  |

### Известные люди
В слободе родился Маяцкий, Пётр Иванович  (1920—2016) — советский военный и политический деятель.